# 19617 Duhamel
19617 Duhamel (1999 PH1) là một tiểu hành tinh nằm phía ngoài của vành đai chính được phát hiện ngày 8 tháng 8 năm 1999 bởi P. G. Comba ở Prescott.